# 고산뒤쥐
고산뒤쥐(Sorex alpinus)는 땃쥐과에 속하는 포유류의 일종이다. 알프스산맥과 피레네산맥, 카르파티아산맥 그리고 발칸반도 등의 남부 유럽 산악 지대 고산초원과 침엽수림에서 발견된다.